# Weberocereus rosei
Weberocereus rosei es una especie del género Weberocereus perteneciente a la familia Cactaceae.

## Hábitat
Es nativa de Ecuador. Es una especie muy rara en la vida silvestre.

## Características
Posee tallos planos de unos 4 a 8 cm de ancho con márgenes dentados. Flores blanquecinas de entre 5,5 a 7 cm de largo con la parte inferior densamente espinosa.

## Sinonimia
- Eccremocactus rosei
- Cryptocereus rosei